# Madame Riti
Rita de Diego Fernández, también conocida como Madame Riti, Madame Rití, o La Faraona (Gijón, 10 de enero de 1934 - Madrid, 17 de marzo de 2025) fue una madama española. Fue influyente en la ciudad asturiana de Gijón, siendo su local un punto de encuentro de altas esferas locales e internacionales.

## Biografía
Nació en Gijón en enero de 1934. Antes de dedicarse al mundo del alterne, trabajó desde los catorce años como cigarrera en Cimadevilla, y más tarde, como operaria vidriera en La Industria y Laviada.
Montó el club Arlequín en los años 1960 y lo gestionó hasta 1999. El club de alterne, considerado como el más importante que ha tenido la ciudad, vio pasar alcaldes, presidentes de clubs de fútbol, y directivos de empresas como Krupp o ENSIDESA.En 1980, fue incluido en el libro Guía Indiscreta de Gijón, de Fernando Poblet, donde el periodista señalaba que "lo de Madame Riti no es un antro, sino un Centro", en el que los asistentes "pertenecían a las cuadras más ilustres del hipódromo gijonés, con la única diferencia de que unas iniciales correspondían a las de los venidos a más, y otras, a los venidos a menos". Lalo Azcona llegó a definir el local como "la primera ONG local".
El 1 de marzo de 2001 se le rindió un homenaje en honor a su trayectoria profesional en Somió, al que asistieron personalidades como Quini. Murió rodeada de su familia en Madrid, el 18 de marzo de 2025, debido a la rotura de su arteria aorta.